# Монтелунго (Болоња)
Монтелунго (итал. Montelungo) је насеље у Италији у округу Болоња, региону Емилија-Ромања.
Према процени из 2011. у насељу је живело 154 становника. Насеље се налази на надморској висини од 273 м.